# David Thompson (Politiker, 1961)
David John Howard Thompson (* 25. Dezember 1961 in London; † 23. Oktober 2010 in Mapps, Saint Philip, Barbados) war ein barbadischer Anwalt und Politiker. Zuletzt war er von 2008 bis zu seinem Tod Premierminister.

## Leben

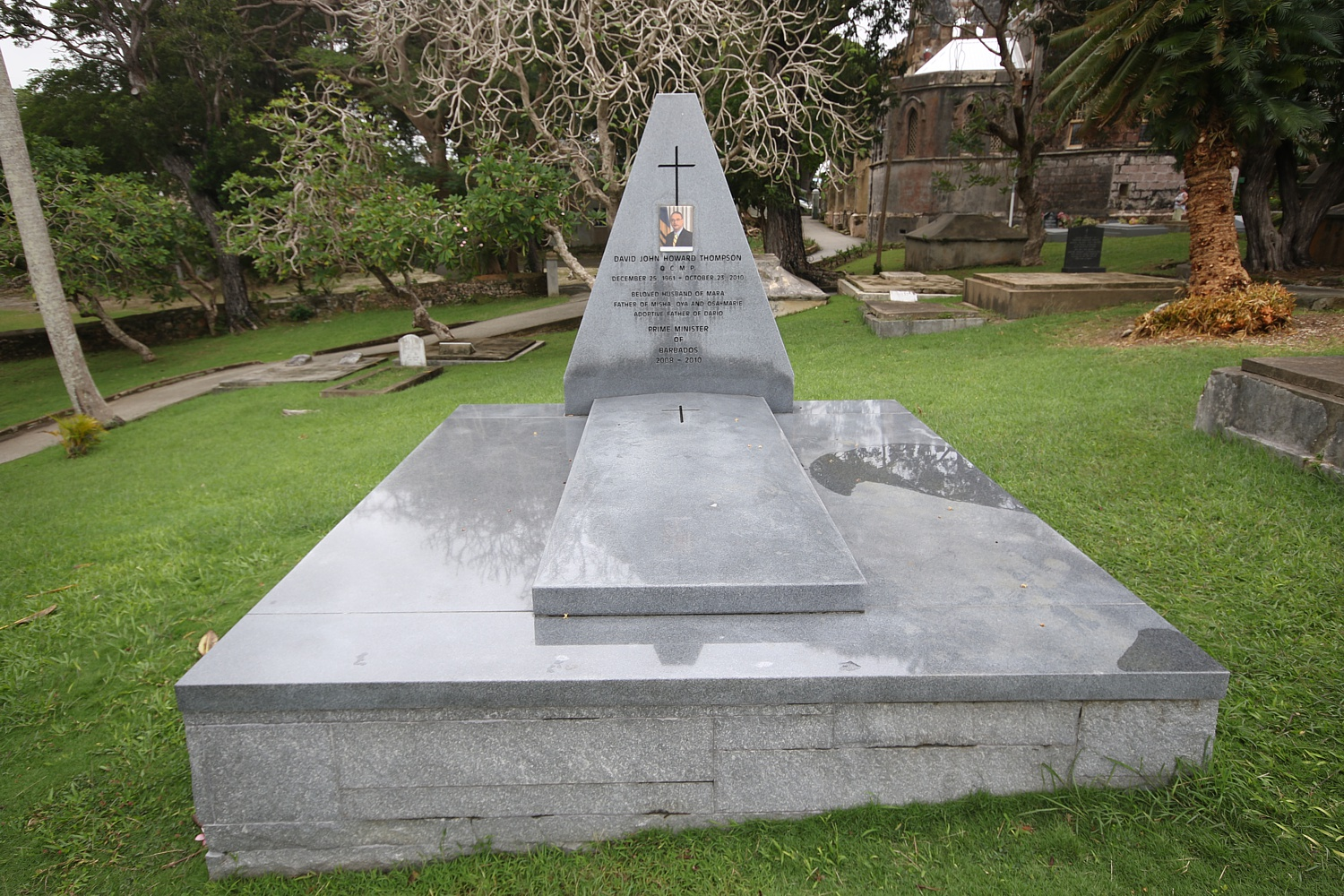
Grab von David Johnson auf dem Friedhof der St. John’s Church

David Thompson wurde als drittes Kind von Margaret und Charles Thompson geboren, die aus Barbados stammten. 1966 kehrte er mit seiner Familie zurück auf den Inselstaat. Thompson schloss 1979 die Combermere School ab und studierte anschließend Rechtswissenschaft an der University of the West Indies (UWI). Bereits während seines Studiums, das er 1984 abschließen sollte, engagierte er sich für Politik und war Vorsitzender der Jugendorganisation der sozialdemokratischen Democratic Labour Party (DLP). 1986 trat er in die Anwaltskanzlei von Errol Walton Barrow ein, Gründer der DLP und zur damaligen Zeit Premierminister.
Nach dem Tod Barrows im Jahr 1987 trat Thompson aktiv in die Politik ein und gewann in einer Nachwahl dessen Parlamentssitz. Vier Jahre später wurde er unter Lloyd Erskine Sandiford Minister für Kommunale Entwicklung und Kultur, während er 1993/94 zum Finanzminister befördert wurde. Im Juni 1994 löste er Sandiford als DLP-Parteichef ab.
Während die DLP unter Sandiford durch vorzeitige Neuwahlen 1994 die Macht an die Barbados Labour Party (BLP) verloren hatte, wurde Thompson im November 2005 zum neuen Parteipräsidenten gewählt und setzte sich gegen Clyde Mascoll durch.
Im Januar 2008 gewann seine Democratic Labour Party die vorgezogenen Parlamentswahlen gegen die Barbados Labour Party. Einen Tag später, am 16. Januar, wurde Thompson als Premierminister von Barbados eingeführt und damit Nachfolger Owen Arthurs (BLP). Bis zum September 2010 oblag ihm auch das Finanzministerium.
Thompson war seit 1989 verheiratet und Vater dreier Töchter. Am 23. Oktober 2010 verstarb er im Alter von 48 Jahren an Bauchspeicheldrüsenkrebs.